# Tähkvere
Tähkvere är en ort i Estland. Den ligger i Torma kommun och landskapet Jõgevamaa, i den centrala delen av landet, 120 km sydost om huvudstaden Tallinn. Tähkvere ligger 102 meter över havet och antalet invånare är 114.
Terrängen runt Tähkvere är platt. Runt Tähkvere är det mycket glesbefolkat, med 6 invånare per kvadratkilometer. Närmaste större samhälle är Mustvee, 18,4 km öster om Tähkvere. Omgivningarna runt Tähkvere är en mosaik av jordbruksmark och naturlig växtlighet.